# 我，克劳迪亚斯
《我，克勞迪亞斯》是英国作家罗伯特·格雷夫斯最著名的作品，背景设定于古罗马帝国早期的历史小说，描述古罗马帝国第四任皇帝克劳狄的生平。小说以自传形式写成，作者假托克劳狄本人之笔描述其经历。作品以史实为基础想象出克劳狄其人：自小身体残疾而口吃，遭到其家人的歧视，但是勤奋好学，有志于研究历史的克劳狄，在奥古斯都、叔父提贝里乌斯以及精神错乱的侄子卡利古拉的统治中慢慢长大，看到身边的著名历史人物之间勾心斗角的故事，最后在卡利古拉遇刺后被皇家近卫队强迫成为了皇帝。
這個小說在70年代被BBC改編成電影劇，紅極一時，其片頭以一條蛇在克劳狄的馬賽克瓷磚上走動。

## 剧情

### 背景
史实中的克劳狄撰写了数本史书，现已失传，其中有一本相传是关于他本人的自传。作者格雷夫斯假托这本自传被后世找到，被他从希腊语（古罗马帝国时期的文学语言）翻译至英语。

### 奥古斯都时期
克劳狄的父亲老杜路斯是共和国政治家提贝里乌斯·尼禄（非后来的皇帝尼禄）与莉薇婭·杜路希拉之子，然而在凯撒遇刺、屋大维返回罗马后，莉薇婭为掌管大权而在幕后操纵这些政治人物，与提贝里乌斯·尼禄离婚后随即与屋大维结婚。老杜路斯与提贝里乌斯因此成为了屋大维的继子。根据格雷夫斯的想象，莉薇婭为了让政治上可靠的提贝里乌斯成为继承者而接连毒杀或操纵放逐了奥古斯都的子女，而且还毒杀了自己的儿子、主张恢复共和制的老杜路斯。
与此同时，老杜路斯与马克·安东尼之女小安东尼娅生出了二子一女：日尔曼尼库斯、小莉薇婭与早产而残废的克劳狄。克劳狄受到了全家除了父亲和哥哥之外其他所有人的白眼，被祖父母奥古斯都和莉薇婭禁止共席用餐，并且成为了全家人的笑柄。不被家人认可的克劳狄，却对历史有浓厚的兴趣，而且与父亲和亲祖父提贝里乌斯·尼禄一样忠于共和制。克劳狄首先接受一位加图先生（老加图与小加图的后代）的教育，但是他和死板的加图很快产生矛盾。